# Cyclosa walckenaeri
Cyclosa walckenaeri är en spindelart som först beskrevs av O. Pickard-Cambridge 1889.  Cyclosa walckenaeri ingår i släktet Cyclosa och familjen hjulspindlar. Inga underarter finns listade i Catalogue of Life.